# Gorbiszczewo
Gorbiszczewo (ros. Горбищево) – wieś w Rosji, w rejonie wielikoustidzkim obwodu wołogodzkiego. W 2021 r. była niezamieszkana.